# Canale di Kiel
Il canale di Kiel (in tedesco Nord-Ostsee Kanal o NOK) è un canale artificiale in Germania settentrionale; lungo 98 chilometri, si trova alla base della penisola dello Jutland e, procedendo in direzione nordest-sudovest, collega le città di Kiel, sul mar Baltico, e Brunsbüttel sul mare del Nord.
Il canale, tramite il quale si evita la circumnavigazione della penisola dello Jutland permettendo un risparmio di 280 miglia nautiche (519 km), è la via d'acqua più utilizzata al mondo.

## Storia

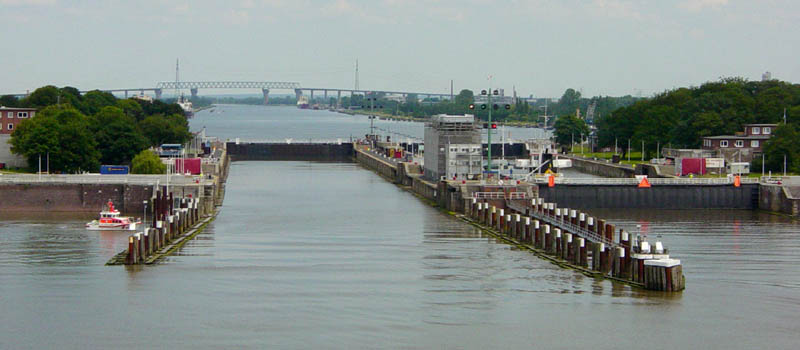
Chiusa all'imbocco occidentale del canale a Brunsbüttel

Il primo collegamento tra i due mari fu l'Eiderkanal che utilizzava parte del corso del fiume Eider. Fu completato nel 1784 e misurava 43 chilometri sui 175 chilometri del tragitto tra Kiel e l'imboccatura dell'Eider (a Tönning). Era largo 29 metri e profondo 3 metri, cosa che limitava la stazza dei battelli a circa 300 tonnellate.

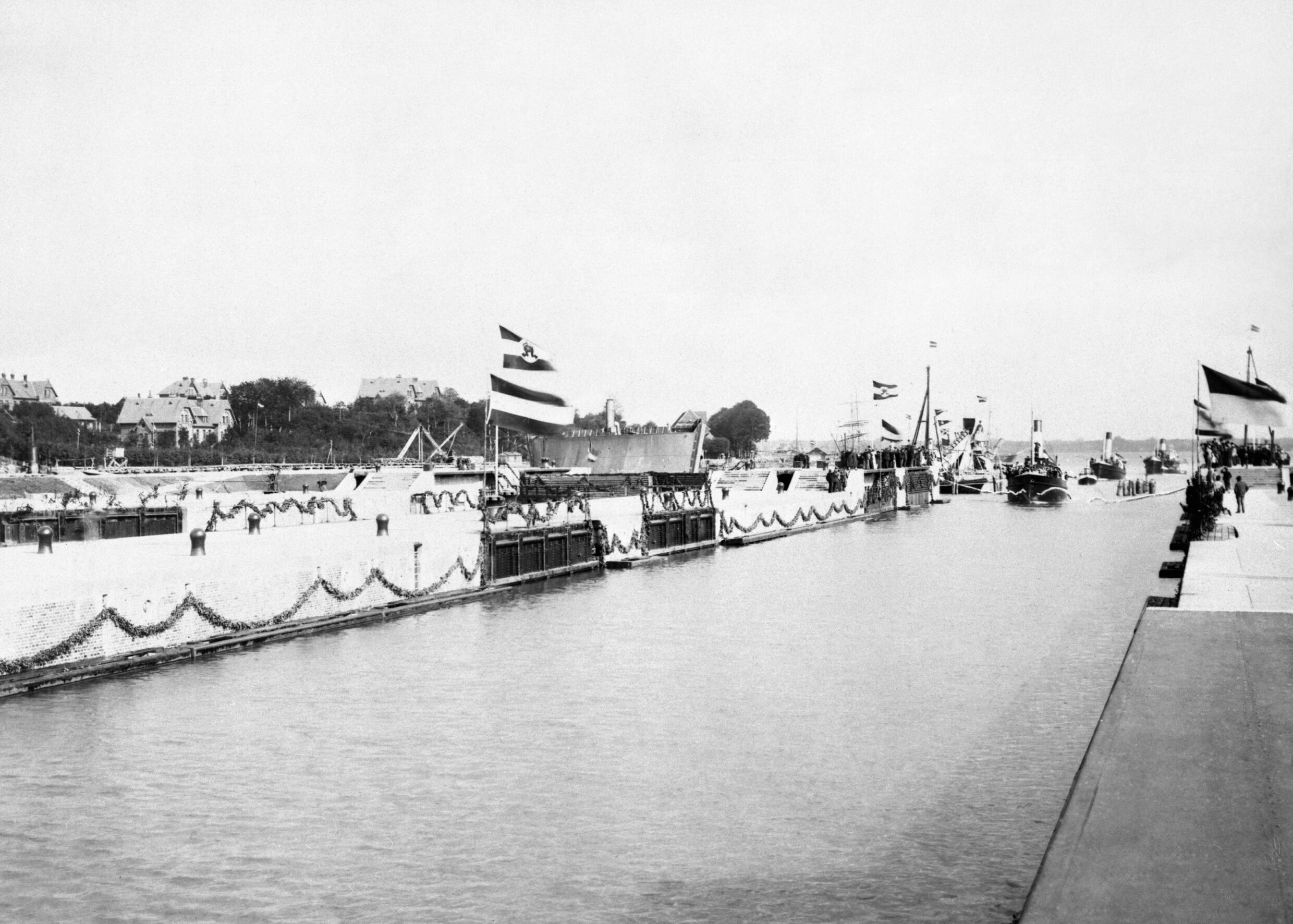
Apertura sul Baltico

La marina tedesca, desiderosa di collegare le sue basi nel mar Baltico e nel mare del Nord senza fare il giro della Danimarca, decise la costruzione del nuovo canale negli anni '80 del XIX secolo.

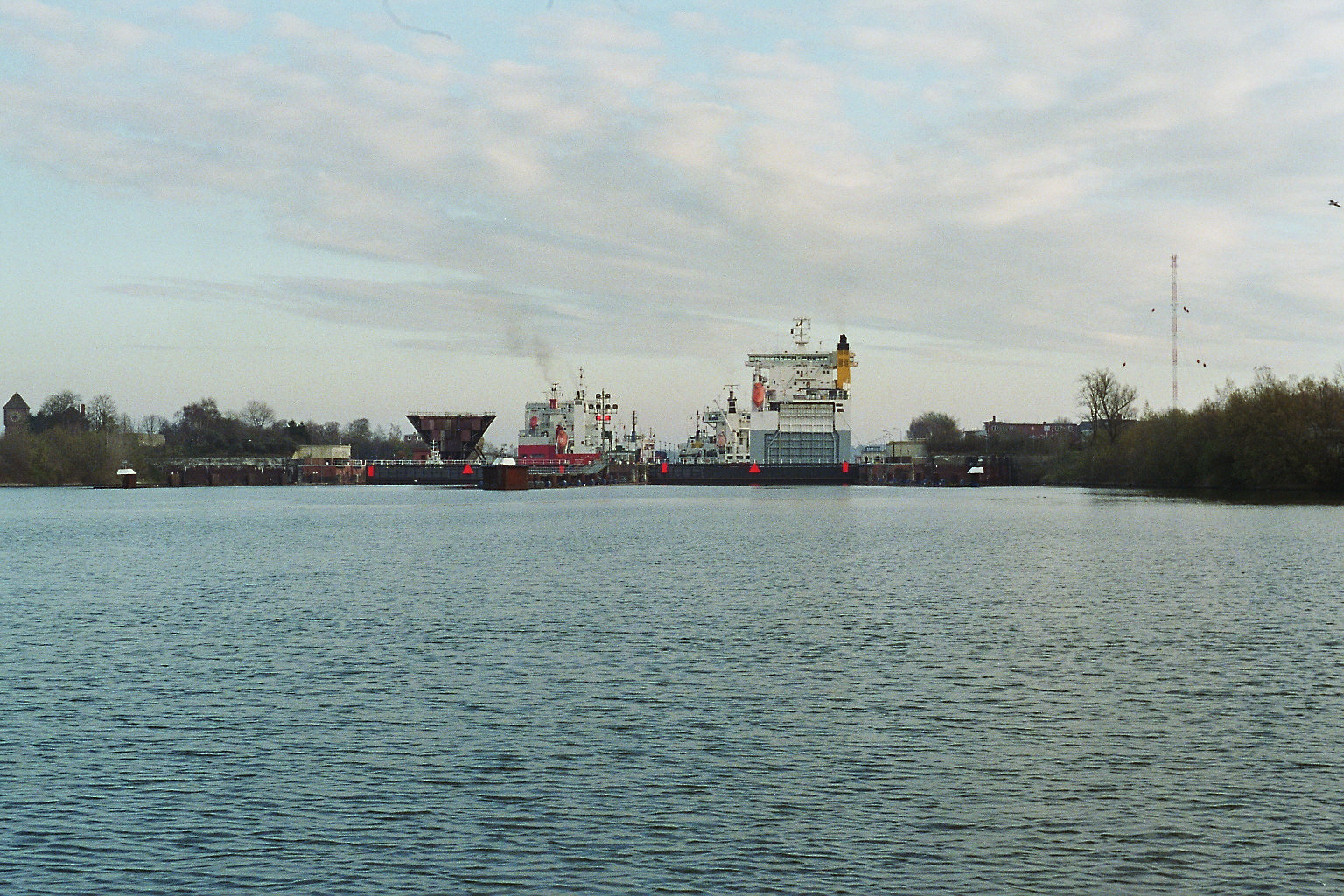
Canale di Kiel

Nel giugno 1887, la costruzione cominciò a Holtenau nei pressi di Kiel. In otto anni, circa 9000 uomini lavorarono alla sua costruzione. Il 20 giugno 1895 il canale fu ufficialmente inaugurato dal Kaiser Guglielmo II. Durante la cerimonia pose l'ultima pietra dell'opera e lo chiamò Kaiser-Wilhelm-Kanal in onore di suo nonno Guglielmo I. Mantenne tale nome sino al 1948.
In seguito all'aumento del traffico la parte del canale che permette l'incrocio dei battelli fu ingrandita tra il 1907 e il 1914, mentre due chiuse furono aggiunte a Brunsbüttel e a Holtenau.
Dopo la prima guerra mondiale, il trattato di Versailles internazionalizzò il canale lasciandolo sotto amministrazione tedesca. Adolf Hitler annullò lo statuto internazionale nel 1936. Dopo la fine della seconda guerra mondiale, il canale fu nuovamente aperto a tutte le imbarcazioni. 
Esso è stato chiuso, per la prima volta nella sua storia (compresa la seconda guerra mondiale), nel 2013, a causa della mancanza di manutenzione dovuta a un forte taglio agli investimenti sulle infrastrutture, avvenuto nel 2012. Il canale è ora nuovamente in servizio.

## Curiosità
La nave più grande che abitualmente percorre il canale è la Norwegian Dream (tonnellaggio lordo: 50.764 t), una nave da crociera della Norwegian Cruise Line.